# Tour de los Alpes Marítimos y de Var 2023
La 55.ª edición de la competición ciclista Tour de los Alpes Marítimos y de Var (llamado oficialmente: Tour Cycliste International du Var et des Alpes Maritimes) fue una carrera de ciclismo en ruta por etapas que se celebró entre el 17 y el 19 de febrero de 2023 en Francia con inicio en la ciudad de Saint-Raphaël y final en la ciudad de Vence, sobre una distancia total de 515 kilómetros.
La carrera formó parte del UCI Europe Tour 2023, calendario ciclístico de los Circuitos Continentales UCI, dentro de la categoría 2.1 y fue ganada por el francés Kévin Vauquelin del Arkéa Samsic. Completaron el podio, como segundo y tercer clasificado respectivamente, el también francés Aurélien Paret-Peintre del AG2R Citroën y el estadounidense Neilson Powless del EF Education-EasyPost.

## Equipos participantes
Tomaron parte en la carrera 18 equipos: 7 de categoría UCI WorldTeam invitados por la organización, 4 de categoría UCI ProTeam y 7 de categoría Continental. Formaron así un pelotón de 122 ciclistas de los que acabaron 100. Los equipos participantes fueron:
| WorldTeams (7)- AG2R Citroën Team - Arkéa-Samsic - Cofidis - Groupama-FDJ - Trek-Segafredo - EF Education-EasyPost - Team DSM ProTeams (4)- TotalEnergies - Uno-X Pro Cycling Team - Q36.5 Pro Cycling Team - Bingoal WB Equipos continentales (7)- Lotto Dstny Development Team - Go Sport-Roubaix Lille Métropole - Saint Michel-Mavic-Auber 93 - Nice Métropole Côte d'Azur - CIC U Nantes Atlantique - Astana Qazaqstan Development Team - Leopard TOGT Pro Cycling |
| |

## Recorrido
El Tour de los Alpes Marítimos y de Var dispuso de tres etapas dividido en una etapa escarpada, y dos etapas de media montaña, para un recorrido total de 438 kilómetros.
| Etapa     | Fecha     | Recorrido                      | type            | Distancia (km) | Desnivel (m) | Ganador                | Líder           |
| --------- | --------- | ------------------------------ | --------------- | -------------- | ------------ | ---------------------- | --------------- |
| 1.ª etapa | 17 de feb | Saint-Raphaël – Ramatuelle     | etapa escarpada | 187            | 1935 m       | Kévin Vauquelin        | Kévin Vauquelin |
| 2.ª etapa | 18 de feb | Mandelieu-la-Napoule – Antibes | etapa escarpada | 179            | 2538 m       | Mattias Skjelmose      | Kévin Vauquelin |
| 3.ª etapa | 19 de feb | Villefranche-sur-Mer – Vence   | etapa escarpada | 139            | 2413 m       | Aurélien Paret-Peintre | Kévin Vauquelin |

## Desarrollo de la carrera

### 1.ª etapa
| Saint-Raphaël - Ramatuelle | etapa escarpada | (187 km) |

| \| Clasificación de la etapa \| Clasificación de la etapa \| Clasificación de la etapa \| Clasificación de la etapa \| Clasificación de la etapa \| \| Ciclista \| Ciclista \| Equipo \| Tiempo \| \| \| ------------------------- \| ------------------------- \| ------------------------- \| ------------------------- \| ------------------------- \| \| 1.º \| Kévin Vauquelin \| Arkéa-Samsic \| 4 h 23 min 07 s \| \| \| 2.º \| Neilson Powless \| EF Education-EasyPost \| + 5 s \| \| \| 3.º \| Kevin Geniets \| Groupama-FDJ \| + 5 s \| \| \| 4.º \| Aurélien Paret-Peintre \| AG2R Citroën Team \| + 9 s \| \| \| 5.º \| Bryan Coquard \| Cofidis \| + 25 s \| \| \| 6.º \| Anthony Turgis \| TotalEnergies \| + 25 s \| \| \| 7.º \| Nacer Bouhanni \| Arkéa-Samsic \| + 25 s \| \| \| 8.º \| Anthony Perez \| Cofidis \| + 25 s \| \| \| 9.º \| Marco Tizza \| Bingoal WB \| + 25 s \| \| \| 10.º \| Clément Russo \| Arkéa-Samsic \| + 25 s \| \| |                        |                       |                 |
| |                        |                       |                 |
| |                        |                       |                 |
| Clasificación de la etapa |                        |                       |                 |
| Ciclista | Ciclista               | Equipo                | Tiempo          |
| 1.º | Kévin Vauquelin        | Arkéa-Samsic          | 4 h 23 min 07 s |
| 2.º | Neilson Powless        | EF Education-EasyPost | + 5 s           |
| 3.º | Kevin Geniets          | Groupama-FDJ          | + 5 s           |
| 4.º | Aurélien Paret-Peintre | AG2R Citroën Team     | + 9 s           |
| 5.º | Bryan Coquard          | Cofidis               | + 25 s          |
| 6.º | Anthony Turgis         | TotalEnergies         | + 25 s          |
| 7.º | Nacer Bouhanni         | Arkéa-Samsic          | + 25 s          |
| 8.º | Anthony Perez          | Cofidis               | + 25 s          |
| 9.º | Marco Tizza            | Bingoal WB            | + 25 s          |
| 10.º | Clément Russo          | Arkéa-Samsic          | + 25 s          |

| \| Clasificación general \| Clasificación general \| Clasificación general \| Clasificación general \| Clasificación general \| \| Ciclista \| Ciclista \| Equipo \| Tiempo \| \| \| --------------------- \| ---------------------- \| --------------------- \| --------------------- \| --------------------- \| \| 1.º \| Kévin Vauquelin \| Arkéa-Samsic \| 4 h 22 min 57 s \| \| \| 2.º \| Neilson Powless \| EF Education-EasyPost \| + 9 s \| \| \| 3.º \| Kevin Geniets \| Groupama-FDJ \| + 11 s \| \| \| 4.º \| Aurélien Paret-Peintre \| AG2R Citroën Team \| + 19 s \| \| \| 5.º \| Julien Bernard \| Trek-Segafredo \| + 31 s \| \| \| 6.º \| Bryan Coquard \| Cofidis \| + 35 s \| \| \| 7.º \| Anthony Turgis \| TotalEnergies \| + 35 s \| \| \| 8.º \| Nacer Bouhanni \| Arkéa-Samsic \| + 35 s \| \| \| 9.º \| Anthony Perez \| Cofidis \| + 35 s \| \| \| 10.º \| Marco Tizza \| Bingoal WB \| + 35 s \| \| |                        |                       |                 |
| |                        |                       |                 |
| |                        |                       |                 |
| Clasificación general |                        |                       |                 |
| Ciclista | Ciclista               | Equipo                | Tiempo          |
| 1.º | Kévin Vauquelin        | Arkéa-Samsic          | 4 h 22 min 57 s |
| 2.º | Neilson Powless        | EF Education-EasyPost | + 9 s           |
| 3.º | Kevin Geniets          | Groupama-FDJ          | + 11 s          |
| 4.º | Aurélien Paret-Peintre | AG2R Citroën Team     | + 19 s          |
| 5.º | Julien Bernard         | Trek-Segafredo        | + 31 s          |
| 6.º | Bryan Coquard          | Cofidis               | + 35 s          |
| 7.º | Anthony Turgis         | TotalEnergies         | + 35 s          |
| 8.º | Nacer Bouhanni         | Arkéa-Samsic          | + 35 s          |
| 9.º | Anthony Perez          | Cofidis               | + 35 s          |
| 10.º | Marco Tizza            | Bingoal WB            | + 35 s          |

### 2.ª etapa
| Mandelieu-la-Napoule - Antibes | etapa escarpada | (179 km) |

| \| Clasificación de la etapa \| Clasificación de la etapa \| Clasificación de la etapa \| Clasificación de la etapa \| Clasificación de la etapa \| \| Ciclista \| Ciclista \| Equipo \| Tiempo \| \| \| ------------------------- \| ------------------------- \| ------------------------- \| ------------------------- \| ------------------------- \| \| 1.º \| Mattias Skjelmose \| Trek-Segafredo \| 4 h 06 min 20 s \| \| \| 2.º \| Neilson Powless \| EF Education-EasyPost \| + 0 s \| \| \| 3.º \| Kévin Vauquelin \| Arkéa-Samsic \| + 0 s \| \| \| 4.º \| Anthony Turgis \| TotalEnergies \| + 0 s \| \| \| 5.º \| Benjamin Thomas \| Cofidis \| + 0 s \| \| \| 6.º \| David Gaudu \| Groupama-FDJ \| + 0 s \| \| \| 7.º \| Clément Venturini \| AG2R Citroën Team \| + 0 s \| \| \| 8.º \| Samuel Watson \| Groupama-FDJ \| + 0 s \| \| \| 9.º \| Romain Bardet \| Team DSM \| + 0 s \| \| \| 10.º \| Andrea Piccolo \| EF Education-EasyPost \| + 0 s \| \| |                   |                       |                 |
| |                   |                       |                 |
| |                   |                       |                 |
| Clasificación de la etapa |                   |                       |                 |
| Ciclista | Ciclista          | Equipo                | Tiempo          |
| 1.º | Mattias Skjelmose | Trek-Segafredo        | 4 h 06 min 20 s |
| 2.º | Neilson Powless   | EF Education-EasyPost | + 0 s           |
| 3.º | Kévin Vauquelin   | Arkéa-Samsic          | + 0 s           |
| 4.º | Anthony Turgis    | TotalEnergies         | + 0 s           |
| 5.º | Benjamin Thomas   | Cofidis               | + 0 s           |
| 6.º | David Gaudu       | Groupama-FDJ          | + 0 s           |
| 7.º | Clément Venturini | AG2R Citroën Team     | + 0 s           |
| 8.º | Samuel Watson     | Groupama-FDJ          | + 0 s           |
| 9.º | Romain Bardet     | Team DSM              | + 0 s           |
| 10.º | Andrea Piccolo    | EF Education-EasyPost | + 0 s           |

| \| Clasificación general \| Clasificación general \| Clasificación general \| Clasificación general \| Clasificación general \| \| Ciclista \| Ciclista \| Equipo \| Tiempo \| \| \| --------------------- \| ---------------------- \| --------------------- \| --------------------- \| --------------------- \| \| 1.º \| Kévin Vauquelin \| Arkéa-Samsic \| 8 h 29 min 13 s \| \| \| 2.º \| Neilson Powless \| EF Education-EasyPost \| + 7 s \| \| \| 3.º \| Kevin Geniets \| Groupama-FDJ \| + 14 s \| \| \| 4.º \| Aurélien Paret-Peintre \| AG2R Citroën Team \| + 23 s \| \| \| 5.º \| Mattias Skjelmose \| Trek-Segafredo \| + 27 s \| \| \| 6.º \| Anthony Turgis \| TotalEnergies \| + 39 s \| \| \| 7.º \| Marco Tizza \| Bingoal WB \| + 39 s \| \| \| 8.º \| Romain Bardet \| Team DSM \| + 39 s \| \| \| 9.º \| Andrea Piccolo \| EF Education-EasyPost \| + 39 s \| \| \| 10.º \| Samuel Watson \| Groupama-FDJ \| + 39 s \| \| |                        |                       |                 |
| |                        |                       |                 |
| |                        |                       |                 |
| Clasificación general |                        |                       |                 |
| Ciclista | Ciclista               | Equipo                | Tiempo          |
| 1.º | Kévin Vauquelin        | Arkéa-Samsic          | 8 h 29 min 13 s |
| 2.º | Neilson Powless        | EF Education-EasyPost | + 7 s           |
| 3.º | Kevin Geniets          | Groupama-FDJ          | + 14 s          |
| 4.º | Aurélien Paret-Peintre | AG2R Citroën Team     | + 23 s          |
| 5.º | Mattias Skjelmose      | Trek-Segafredo        | + 27 s          |
| 6.º | Anthony Turgis         | TotalEnergies         | + 39 s          |
| 7.º | Marco Tizza            | Bingoal WB            | + 39 s          |
| 8.º | Romain Bardet          | Team DSM              | + 39 s          |
| 9.º | Andrea Piccolo         | EF Education-EasyPost | + 39 s          |
| 10.º | Samuel Watson          | Groupama-FDJ          | + 39 s          |

### 3.ª etapa
| Villefranche-sur-Mer - Vence | etapa escarpada | (139 km) |

| \| Clasificación de la etapa \| Clasificación de la etapa \| Clasificación de la etapa \| Clasificación de la etapa \| Clasificación de la etapa \| \| Ciclista \| Ciclista \| Equipo \| Tiempo \| \| \| ------------------------- \| ------------------------- \| ------------------------- \| ------------------------- \| ------------------------- \| \| 1.º \| Aurélien Paret-Peintre \| AG2R Citroën Team \| 4 h 08 min 45 s \| \| \| 2.º \| Mattias Skjelmose \| Trek-Segafredo \| + 5 s \| \| \| 3.º \| Kévin Vauquelin \| Arkéa-Samsic \| + 5 s \| \| \| 4.º \| Romain Bardet \| Team DSM \| + 5 s \| \| \| 5.º \| Anthony Perez \| Cofidis \| + 5 s \| \| \| 6.º \| Kevin Geniets \| Groupama-FDJ \| + 5 s \| \| \| 7.º \| Mathias Bregnhøj \| Leopard TOGT Pro Cycling \| + 5 s \| \| \| 8.º \| Torstein Træen \| Uno-X Pro Cycling Team \| + 5 s \| \| \| 9.º \| Neilson Powless \| EF Education-EasyPost \| + 5 s \| \| \| 10.º \| Felix Gall \| AG2R Citroën Team \| + 5 s \| \| |                        |                          |                 |
| |                        |                          |                 |
| |                        |                          |                 |
| Clasificación de la etapa |                        |                          |                 |
| Ciclista | Ciclista               | Equipo                   | Tiempo          |
| 1.º | Aurélien Paret-Peintre | AG2R Citroën Team        | 4 h 08 min 45 s |
| 2.º | Mattias Skjelmose      | Trek-Segafredo           | + 5 s           |
| 3.º | Kévin Vauquelin        | Arkéa-Samsic             | + 5 s           |
| 4.º | Romain Bardet          | Team DSM                 | + 5 s           |
| 5.º | Anthony Perez          | Cofidis                  | + 5 s           |
| 6.º | Kevin Geniets          | Groupama-FDJ             | + 5 s           |
| 7.º | Mathias Bregnhøj       | Leopard TOGT Pro Cycling | + 5 s           |
| 8.º | Torstein Træen         | Uno-X Pro Cycling Team   | + 5 s           |
| 9.º | Neilson Powless        | EF Education-EasyPost    | + 5 s           |
| 10.º | Felix Gall             | AG2R Citroën Team        | + 5 s           |

## Clasificaciones finales
- Las clasificaciones finalizaron de la siguiente forma:[4]

### Clasificación general
| \| Clasificación general \| Clasificación general \| Clasificación general \| Clasificación general \| Clasificación general \| \| Ciclista \| Ciclista \| Equipo \| Tiempo \| \| \| --------------------- \| ---------------------- \| ---------------------- \| --------------------- \| --------------------- \| \| 1.º \| Kévin Vauquelin \| Arkéa-Samsic \| 11 h 37 min 58 s \| \| \| 2.º \| Aurélien Paret-Peintre \| AG2R Citroën Team \| + 7 s \| \| \| 3.º \| Neilson Powless \| EF Education-EasyPost \| + 10 s \| \| \| 4.º \| Kevin Geniets \| Groupama-FDJ \| + 19 s \| \| \| 5.º \| Mattias Skjelmose \| Trek-Segafredo \| + 26 s \| \| \| 6.º \| Felix Gall \| AG2R Citroën Team \| + 42 s \| \| \| 7.º \| David Gaudu \| Groupama-FDJ \| + 43 s \| \| \| 8.º \| Romain Bardet \| Team DSM \| + 44 s \| \| \| 9.º \| Anthony Perez \| Cofidis \| + 44 s \| \| \| 10.º \| Torstein Træen \| Uno-X Pro Cycling Team \| + 44 s \| \| |                        |                        |                  |
| |                        |                        |                  |
| Fuente: ProCyclingStats |                        |                        |                  |
| Clasificación general |                        |                        |                  |
| Ciclista | Ciclista               | Equipo                 | Tiempo           |
| 1.º | Kévin Vauquelin        | Arkéa-Samsic           | 11 h 37 min 58 s |
| 2.º | Aurélien Paret-Peintre | AG2R Citroën Team      | + 7 s            |
| 3.º | Neilson Powless        | EF Education-EasyPost  | + 10 s           |
| 4.º | Kevin Geniets          | Groupama-FDJ           | + 19 s           |
| 5.º | Mattias Skjelmose      | Trek-Segafredo         | + 26 s           |
| 6.º | Felix Gall             | AG2R Citroën Team      | + 42 s           |
| 7.º | David Gaudu            | Groupama-FDJ           | + 43 s           |
| 8.º | Romain Bardet          | Team DSM               | + 44 s           |
| 9.º | Anthony Perez          | Cofidis                | + 44 s           |
| 10.º | Torstein Træen         | Uno-X Pro Cycling Team | + 44 s           |

### Clasificación de la montaña
| Clasificación de la montaña | Clasificación de la montaña | Clasificación de la montaña | Clasificación de la montaña | Clasificación de la montaña |
| Ciclista                    | Ciclista                    | Equipo                      | Puntos                      |                             |
| --------------------------- | --------------------------- | --------------------------- | --------------------------- | --------------------------- |
| 1.º                         | David Gaudu                 | Groupama-FDJ                | 34 pts                      |                             |
| 2.º                         | Romain Bardet               | Team DSM                    | 18 pts                      |                             |
| 3.º                         | Romain Grégoire             | Groupama-FDJ                | 16 pts                      |                             |
| 4.º                         | Aurélien Paret-Peintre      | AG2R Citroën Team           | 16 pts                      |                             |
| 5.º                         | Mathieu Burgaudeau          | TotalEnergies               | 12 pts                      |                             |
| 6.º                         | Marco Brenner               | Team DSM                    | 12 pts                      |                             |
| 7.º                         | Julien Bernard              | Trek-Segafredo              | 10 pts                      |                             |
| 8.º                         | Hugh Carthy                 | EF Education-EasyPost       | 10 pts                      |                             |
| 9.º                         | Alexander Cepeda            | EF Education-EasyPost       | 10 pts                      |                             |
| 10.º                        | Victor Lafay                | Cofidis                     | 8 pts                       |                             |

### Clasificación de los puntos
| Clasificación por puntos | Clasificación por puntos   | Clasificación por puntos   | Clasificación por puntos | Clasificación por puntos |
| Ciclista                 | Ciclista                   | Equipo                     | Puntos                   |                          |
| ------------------------ | -------------------------- | -------------------------- | ------------------------ | ------------------------ |
| 1.º                      | Mattias Skjelmose          | Trek-Segafredo             | 30 pts                   |                          |
| 2.º                      | Aurélien Paret-Peintre     | AG2R Citroën Team          | 24 pts                   |                          |
| 3.º                      | Kévin Vauquelin            | Arkéa-Samsic               | 24 pts                   |                          |
| 4.º                      | Neilson Powless            | EF Education-EasyPost      | 22 pts                   |                          |
| 5.º                      | Jean-Louis Le Ny           | Nice Métropole Côte d'Azur | 10 pts                   |                          |
| 6.º                      | Julien Bernard             | Trek-Segafredo             | 8 pts                    |                          |
| 7.º                      | Bryan Coquard              | Cofidis                    | 6 pts                    |                          |
| 8.º                      | Kevin Geniets              | Groupama-FDJ               | 6 pts                    |                          |
| 9.º                      | Mads Østergaard Kristensen | Leopard TOGT Pro Cycling   | 6 pts                    |                          |
| 10.º                     | Felix Gall                 | AG2R Citroën Team          | 4 pts                    |                          |

### Clasificación de los jóvenes
| Clasificación del mejor joven | Clasificación del mejor joven | Clasificación del mejor joven     | Clasificación del mejor joven | Clasificación del mejor joven |
| Ciclista                      | Ciclista                      | Equipo                            | Tiempo                        |                               |
| ----------------------------- | ----------------------------- | --------------------------------- | ----------------------------- | ----------------------------- |
| 1.º                           | Kévin Vauquelin               | Arkéa-Samsic                      | 11 h 37 min 58 s              |                               |
| 2.º                           | Mattias Skjelmose             | Trek-Segafredo                    | + 26 s                        |                               |
| 3.º                           | Romain Grégoire               | Groupama-FDJ                      | + 1 min 29 s                  |                               |
| 4.º                           | Lennert Van Eetvelt           | Lotto Dstny                       | + 1 min 29 s                  |                               |
| 5.º                           | Thomas Gachignard             | Saint Michel-Mavic-Auber 93       | + 1 min 38 s                  |                               |
| 6.º                           | Max Poole                     | Team DSM                          | + 8 min 30 s                  |                               |
| 7.º                           | Jordan Jegat                  | CIC U Nantes Atlantique           | + 10 min 00 s                 |                               |
| 8.º                           | Harold Martín López           | Astana Qazaqstan Development Team | + 10 min 00 s                 |                               |
| 9.º                           | Bastien Tronchon              | AG2R Citroën Team                 | + 11 min 41 s                 |                               |
| 10.º                          | Martin Bugge Urianstad        | Uno-X Pro Cycling Team            | + 12 min 24 s                 |                               |

### Clasificación por equipos
| Clasificación por equipos | Clasificación por equipos | Clasificación por equipos | Clasificación por equipos |
| Equipo                    | Equipo                    | Tiempo                    |                           |
| ------------------------- | ------------------------- | ------------------------- | ------------------------- |
| 1.º                       | Groupama-FDJ              | 34 h 55 min 49 s          |                           |
| 2.º                       | AG2R Citroën Team         | + 50 s                    |                           |
| 3.º                       | Trek-Segafredo            | + 2 min 55 s              |                           |
| 4.º                       | EF Education-EasyPost     | + 7 min 25 s              |                           |
| 5.º                       | Cofidis                   | + 9 min 29 s              |                           |

## Evolución de las clasificaciones
| Etapa                   |                         | Ganador _              | Clasificación general | Puntos            | Montaña            | Jóvenes         | Equipo _     |
| ----------------------- | ----------------------- | ---------------------- | --------------------- | ----------------- | ------------------ | --------------- | ------------ |
| 1.ª etapa               | etapa escarpada         | Kévin Vauquelin        | Kévin Vauquelin       | Kévin Vauquelin   | Kévin Vauquelin    | Kévin Vauquelin | Arkéa-Samsic |
| 2.ª etapa               | etapa escarpada         | Mattias Skjelmose      | Kévin Vauquelin       | Mattias Skjelmose | Mathieu Burgaudeau | Kévin Vauquelin | Groupama-FDJ |
| 3.ª etapa               | etapa escarpada         | Aurélien Paret-Peintre | Kévin Vauquelin       | Mattias Skjelmose | David Gaudu        | Kévin Vauquelin | Groupama-FDJ |
| Clasificaciones finales | Clasificaciones finales |                        | Kévin Vauquelin       | Mattias Skjelmose | David Gaudu        | Kévin Vauquelin | Groupama-FDJ |

## UCI World Ranking
El Tour de los Alpes Marítimos y de Var otorgó puntos para el UCI World Ranking para corredores de los equipos en las categorías UCI WorldTeam, UCI ProTeam y Continental. Las siguientes tablas son el baremo de puntuación y los diez corredores que obtuvieron más puntos:
| Posición              | 1.º | 2.º | 3.º | 4.º | 5.º | 6.º | 7.º | 8.º | 9.º | 10.º | 11.º | 12.º | 13.º-15.º | 16.º-25.º |
| Clasificación general | 125 | 85  | 70  | 60  | 50  | 40  | 35  | 30  | 25  | 20   | 15   | 10   | 5         | 3         |
| Por etapa             | 14  | 5   | 3   |     |     |     |     |     |     |      |      |      |           |           |
| Líder                 | 3   |     |     |     |     |     |     |     |     |      |      |      |           |           |

| Clasificación |                          |                       |         |       |       |       |
| Posición      | Ciclista                 | Equipo                | General | Etapa | Líder | Total |
| ------------- | ------------------------ | --------------------- | ------- | ----- | ----- | ----- |
| 1.º           | Kévin Vauquelin          | Arkéa Samsic          | 125     | 20    | 6     | 151   |
| 2.º           | Aurélien Paret-Peintre   | AG2R Citroën          | 85      | 14    | -     | 99    |
| 3.º           | Neilson Powless          | EF Education-EasyPost | 70      | 10    | -     | 80    |
| 4.º           | Mattias Skjelmose Jensen | Trek-Segafredo        | 50      | 19    | -     | 69    |
| 5.º           | Kevin Geniets            | Groupama-FDJ          | 60      | 3     | -     | 63    |
| 6.º           | Felix Gall               | AG2R Citroën          | 40      | -     | -     | 40    |
| 7.º           | David Gaudu              | Groupama-FDJ          | 35      | -     | -     | 72    |
| 8.º           | Romain Bardet            | DSM                   | 30      | -     | -     | 30    |
| 9.º           | Anthony Perez            | Cofidis               | 25      | -     | -     | 25    |
| 10.º          | Torstein Træen           | Uno-X                 | 20      | -     | -     | 20    |